# Mata Ouest
Le Mata Ouest est un volcan sous-marin des Tonga découvert en novembre 2008.

## Géographie

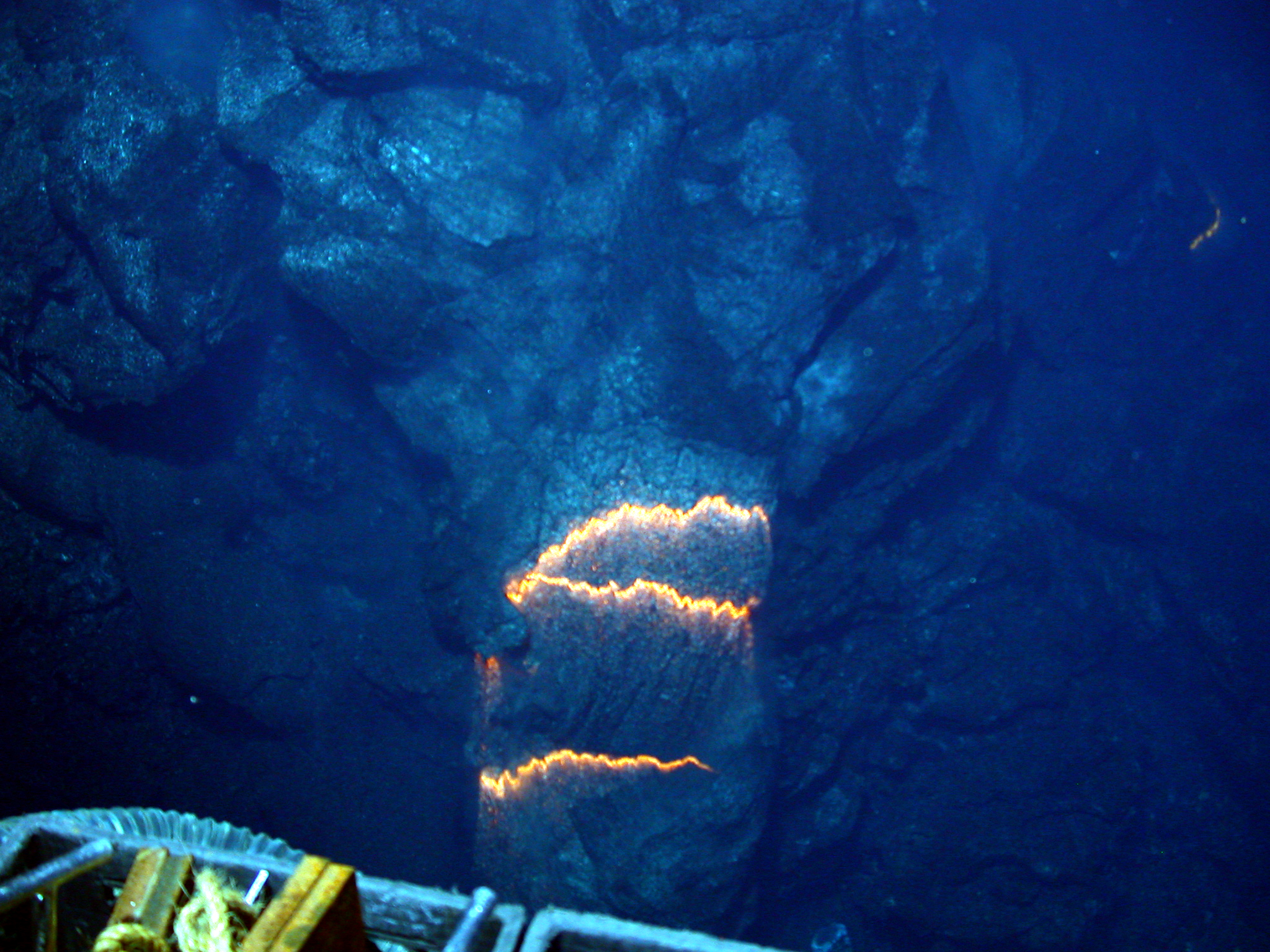
Pillow lavas en formation sur le Mata Ouest en 2009.

Le Mata Ouest est un volcan sous-marin situé aux Tonga, dans l'océan Pacifique, à 200 kilomètres au sud-ouest des Samoa, au sud-est de Wallis-et-Futuna et au nord-est des Fidji. Deux autres volcans sous-marins se trouvent à proximité : le Mata Est à sept kilomètres vers l'est et le Curacoa au sud.
Le sommet du Mata Ouest est composé du Prométhée culminant à 1 208 mètres sous le niveau de la mer et du Hadès, au nord-est, culminant à 1 774 mètres sous le niveau de la mer,. Il est en éruption depuis novembre 2008 au moment de sa découverte,. Son activité éruptive d'indice d'explosivité volcanique de 0 se résume à des explosions et l'émission de lave sous forme de lave en coussins et composée de boninite ce qui en fait un volcan gris,.

## Histoire
Le Mata Ouest est découvert en novembre 2008 en même temps que le Mata Est par une expédition de la National Oceanic and Atmospheric Administration avec le ROV Jason,. Il émet alors des fumées hydrothermales, signes d'une récente activité volcanique.
Il est filmé en mai 2009 alors qu'il est en éruption, ce qui constitue une première et ce qui en fait le volcan sous-marin en éruption le plus profond.